# 獅子村
獅子村（ししむら）は、長崎県北部の平戸島にあった村。北松浦郡に属した。昭和の大合併で島内の各町村と合併を行い市制施行、平戸市となった。

## 地理
平戸島の中北部を村域とする。
- 山：安満岳、鯛ノ鼻、鴛ノ岳
- 河川：鹿島川
- 島嶼：竹ノ子島
- 溜池：ガランダ池、飯良池

## 沿革
当地では中世末期よりキリスト教の布教があり、禁教令の後も信教を続け激しい弾圧を受けた。村内には春日集落などいわゆる隠れキリシタンと呼ばれるキリスト教信者が居住する集落や、弾圧の舞台のひとつで現在は海水浴場として開放されている根獅子の浜がある。
- 1889年（明治22年）4月1日 - 町村制施行により、北松浦郡獅子村が単独村制にて発足。
- 1955年（昭和30年）1月1日 - 平戸町・中野村・獅子村・紐差村・中津良村・津吉村・志々伎村が合併し市制施行。平戸市が発足し、獅子村は自治体として消滅。

## 地名
免を行政区域とする。獅子村は1889年の町村制施行時に単独で自治体として発足したため、大字は無し。
- 飯良免
- 大石脇免
- 春日免
- 獅子免
- 高越免
- 根獅子免（ねしこ）

## 名所・旧跡
- 根獅子の浜
- 昇天石